# Natale Del Grande
Natale Del Grande (Roma, 9 dicembre 1800 – Vicenza, 10 giugno 1848) è stato un mercante e militare italiano.

## Biografia
Nacque a Roma il 9 dicembre 1800 da Luigi, parte di una delle maggiori famiglie di mercanti dell'Agro romano, e Rosa Fabbri. Seguì le orme del padre e alla tradizionale parte "affaristica", legata al mero scambio di merci agricole, tentò di affiancare un'attività di acquisto e sfruttamento più intenso delle vigne e prestò particolare attenzione anche all'allevamento del bestiame. Tra i suoi obiettivi vi era quello di cercare di rilanciare l'agricoltura romana, ragion per cui nel 1844 si unì alla Società agraria romana, patrocinata dal cardinale Francesco Saverio Massimo.
Sotto il pontificato di Pio IX le istanze di chi, come Del Grande, voleva riformare il sistema agricolo dell'Agro romano trovarono maggiore spazio, anche attraverso la creazione del Pontificio Istituto statistico agrario e d'incoraggiamento nel 1847, presieduto da Achille Gennarelli. Del Grande stese per il Pontificio Istituto un rapporto completo sull'Agro romano, dove attribuiva alle inadempienze dei predecessori del pontefice lo stato di grave dissesto in cui versava l'agricoltura romana; tra le proposte migliorative avanzate vi furono la modifica del regime contrattuale degli affitti, in particolare in relazione alla durata, e il rimborso, da parte dei proprietari, delle migliorie introdotte dagli affittuari nei terreni affidatigli.
Nel 1848 nell'ambito della riorganizzazione della Guardia civica pontificia fu tra i primi ad arruolarsi nella divisione Ferrari, con cui lasciò Roma il 26 marzo dello stesso anno alla volta del Lombardo-Veneto in rinforzo alle truppe ordinarie guidate dal generale Giovanni Durando; dato che Del Grande aveva provveduto all'armamento di una colonna di militi fu insignito del grado di colonnello e posto a capo della I legione. Il viaggio delle truppe da lui guidate rese tuttavia evidente la precarietà dell'organizzazione e la mancanza di mezzi e rifornimenti, aggravate dal fatto che la I legione vagò per diverse settimane senza meta, da Montebelluna a Padova e a Mestre, senza sapere dove sarebbe stata impiegata; Del Grande non nascose nelle sue missive la necessità che il papa appoggiasse lo sforzo bellico del Piemonte contro l'Impero austriaco così come che il generale Durando accettasse senza remore la partecipazione dei corpi di volontari.
Il 1º giugno fu chiamato da Durando alla difesa di Vicenza, dove Del Grande morì durante gli scontri a Porta Padova il 10 giugno, colpito da un proiettile di rimbalzo. Dopo la resa di Vicenza la salma ricevette gli onori funebri a Ferrara e fu trasportata a Roma.
Alla sua memoria è dedicata una via nel rione Trastevere a Roma, oltre che una via in zona stadio a Vicenza; sempre a Roma gli è dedicato un busto sul Gianicolo.